# Warwickshire
Warwickshire (pronunciat /ˈwɒrᵻkʃər/ o /ˈwɒrᵻkʃɪər/) és un dels comtats històrics d'Anglaterra, situat a la regió dels West Midlands. Està envoltat pels comtats de West Midlands, Staffordshire i Leicestershire al nord-est, Northamptonshire a l'est, Oxfordshire al sud, Gloucestershire al sud-oest, i Worcestershire a l'oest. La seva capital és Warwick, encara que la ciutat més poblada és Nuneaton i les més conegudes potser siguin Rugby, per ser on va néixer l'esport homònim, Stratford-upon-Avon, per ser on va néixer el famós escriptor William Shakespeare i Coventry per la seva catedral.
Al llarg dels anys, l'històric comtat ha perdut territori, sobretot quan es va crear el comtat dels West Midlands. El comtat actual està dividit en cinc districtes: Warwickshire Nord, Nuneaton amb Bedworth, Rugby, Warwick i Stratford-on-Avon. És freqüent escriure el nom del comtat de forma abreujada Warks o Warwicks.

## Geografia
El nord del comtat, limítrof amb Staffordshire i Leicestershire, és un paisatge lleugerament ondulat i la vila més al nord, No Man's Heath, està només a 55 km del Parc Nacional del Peak District. El sud del comtat és molt més rural, està menys poblat i inclou una part dels Cotswolds, situats a prop de la frontera amb Gloucestershire. El punt més elevat del comtat és un turó anomenat Ebrington Hill que té 261 m, també en la frontera amb Gloucestershire.
Gran part de l'oest de Warwickshire, inclosa l'àrea que ara forma part de Coventry, Solihull i Birmingham, va ser antigament una gran zona boscosa anomenada bosc d'Arden, que es va desforestar per proveir de combustible als inicis de la industrialització. És per això que alguns topònims d'aquesta zona porten l'afegit "-in-Arden", com ara: Henley-in-Arden, Hampton-in-Arden o Tanworth-in-Arden. La resta del territori que no estava inclosa en aquest bosc es deia el Felden (derivat de l'anglosaxó fielden, «el camp»).

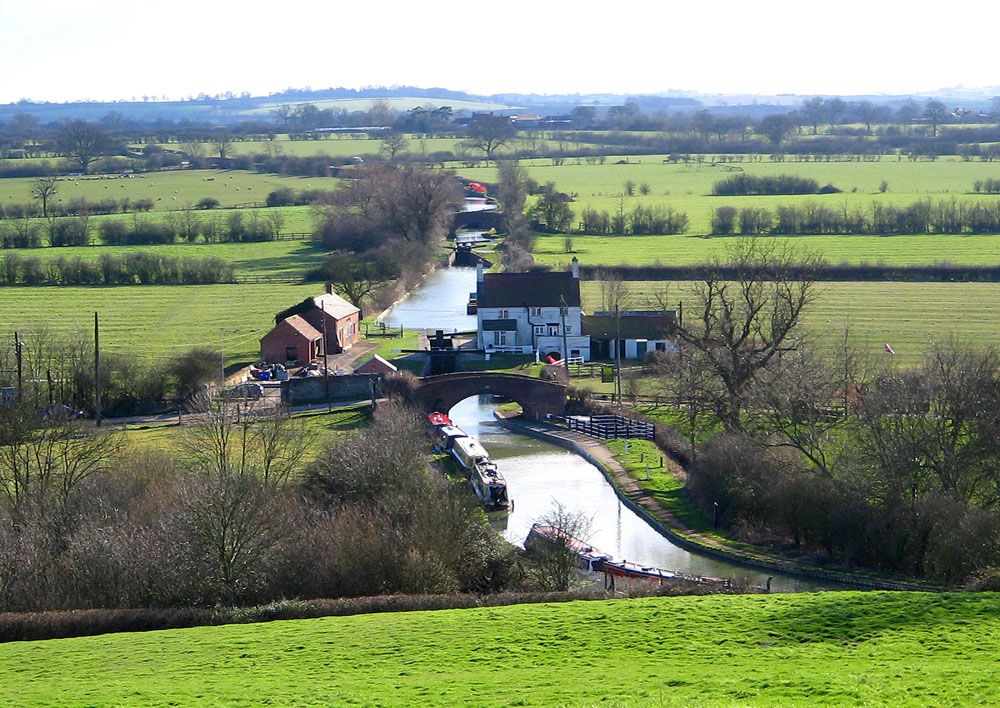
El canal d'Oxford, a Napton-on-the-Hill.

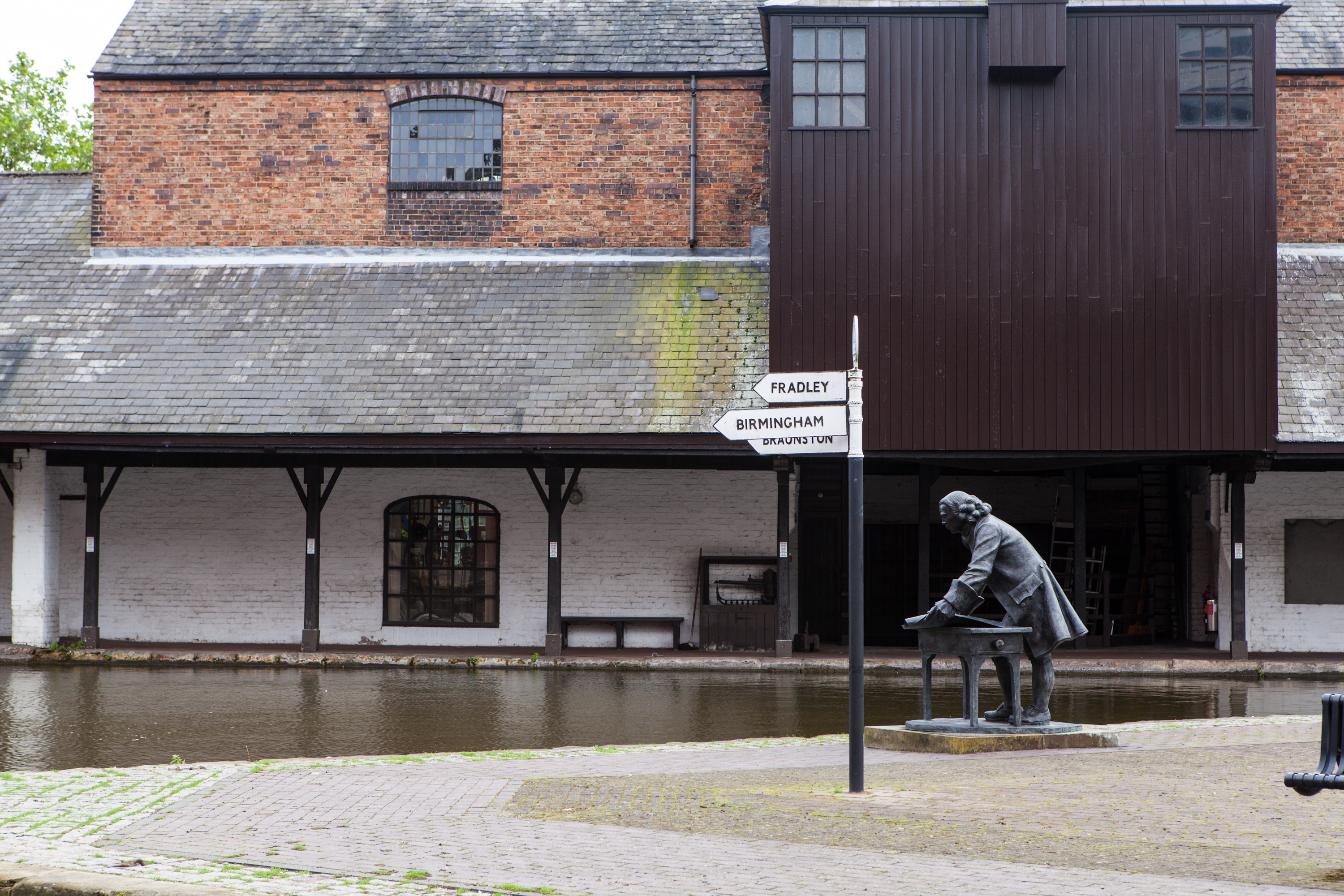
Pantà de Coventry, amb una estàtua del seu dissenyador.

Per Warwickshire hi ha diversos rius canalitzats per a fer possible la navegació:
- El canal Grand Union, que passa per Leamington i Warwick fins a Birmingham. Aquesta secció s'alimenta del riu Leam i de l'Avon, que és un afluent del riu Severn. El canal Saltisford Arm està a prop del centre de Warwick, i és avui dia una petita branca del canal Grand Union.

Aquesta secció va ser originalment el terme del canal Warwick i Birmingham, construït abans del 1799, però que en la restauració feta pel Saltisford Trust va passar a ser una part del Grand Union per a embarcacions estretes.
- El canal de Coventry passa pel nord del comtat per Coventry, Bedworth, Nuneaton, Atherstone, Polesworth, i Tamworth. S'alimenta de les aigües del riu Whittington Brook, el Sowe, el Sherbourne i del pantà de Coventry.
- El canal de Stratford-upon-Avon és una desviació del canal Grand Union, en la part oest de Warwick que enllaça amb Stratford.
- El canal d'Ashby-de-la-Zouch té un petit tram que passa per Warwickshire, des del canal de Coventry fins a Bedworth.
- El canal d'Oxford passa a prop de Coventry, després es desvia cap a l'est en direcció a Rugby, i llavors penetra en el sud de la contrada en direcció a Oxford.

El riu Avon és navegable es del nord de Stratford. L'any 1974, l'organisme Avon Navigation Trust va proposar estendre la navegació fins a Warwick i Leamington, on s'uniria al Grand Union i crearia una ruta en forma d'anell. El Consell del Comtat de Warwickshire va creure que això faria de catalitzador per a regenerar l'economia de la zona, però després de comprovar que no tenien el suport dels ciutadans el 2003 van abandonar els plans. El Stratford i Warwick Waterway Trust encara busca suports per finançar el projecte.
Alguns dels rius que circulen per aquest comtat tenen seriosos problemes de contaminació el Cole, l'Anker, el Blythe i el Rea, que desemboca en el Tame.

## Història

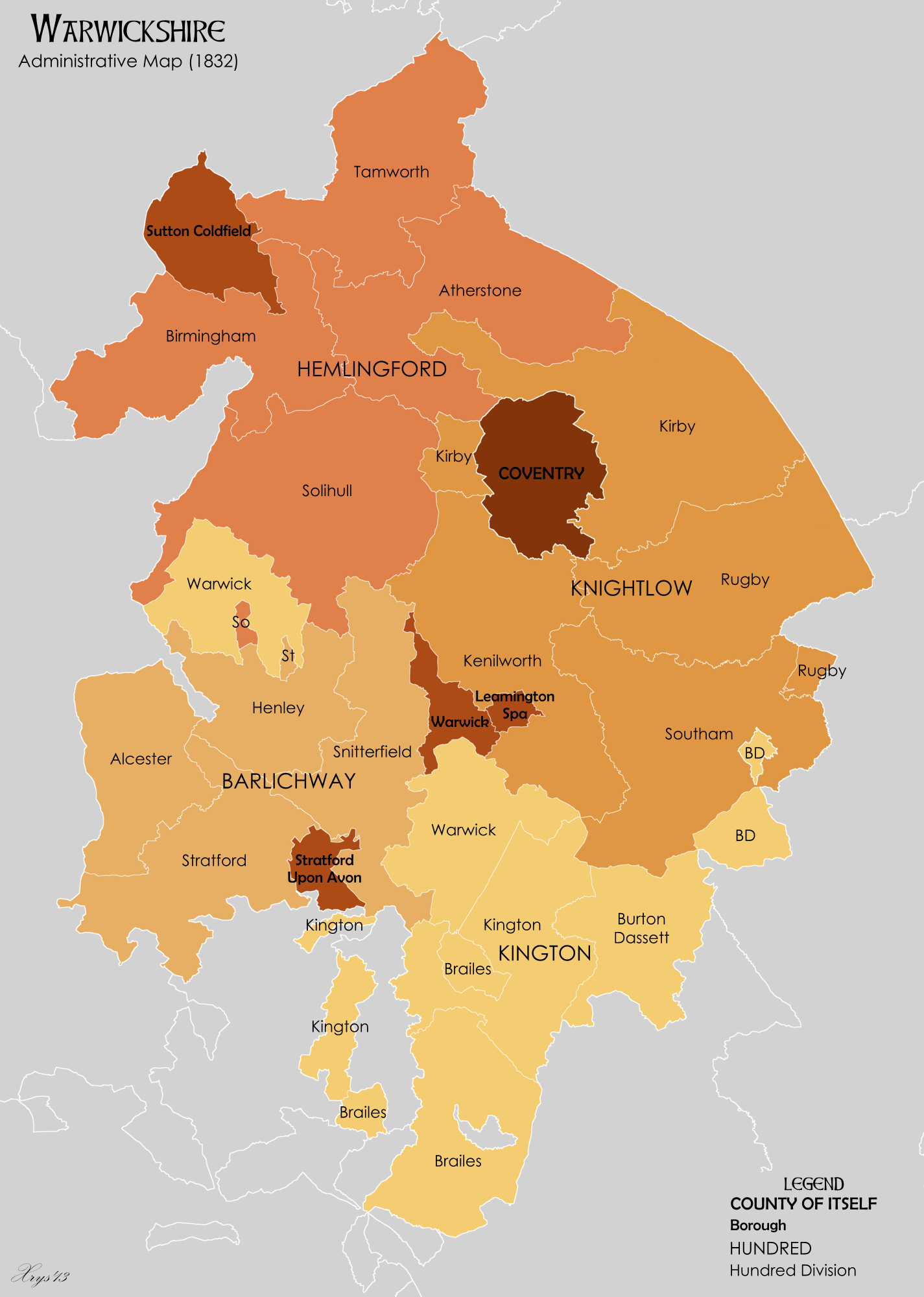
Warwickshire el 1832

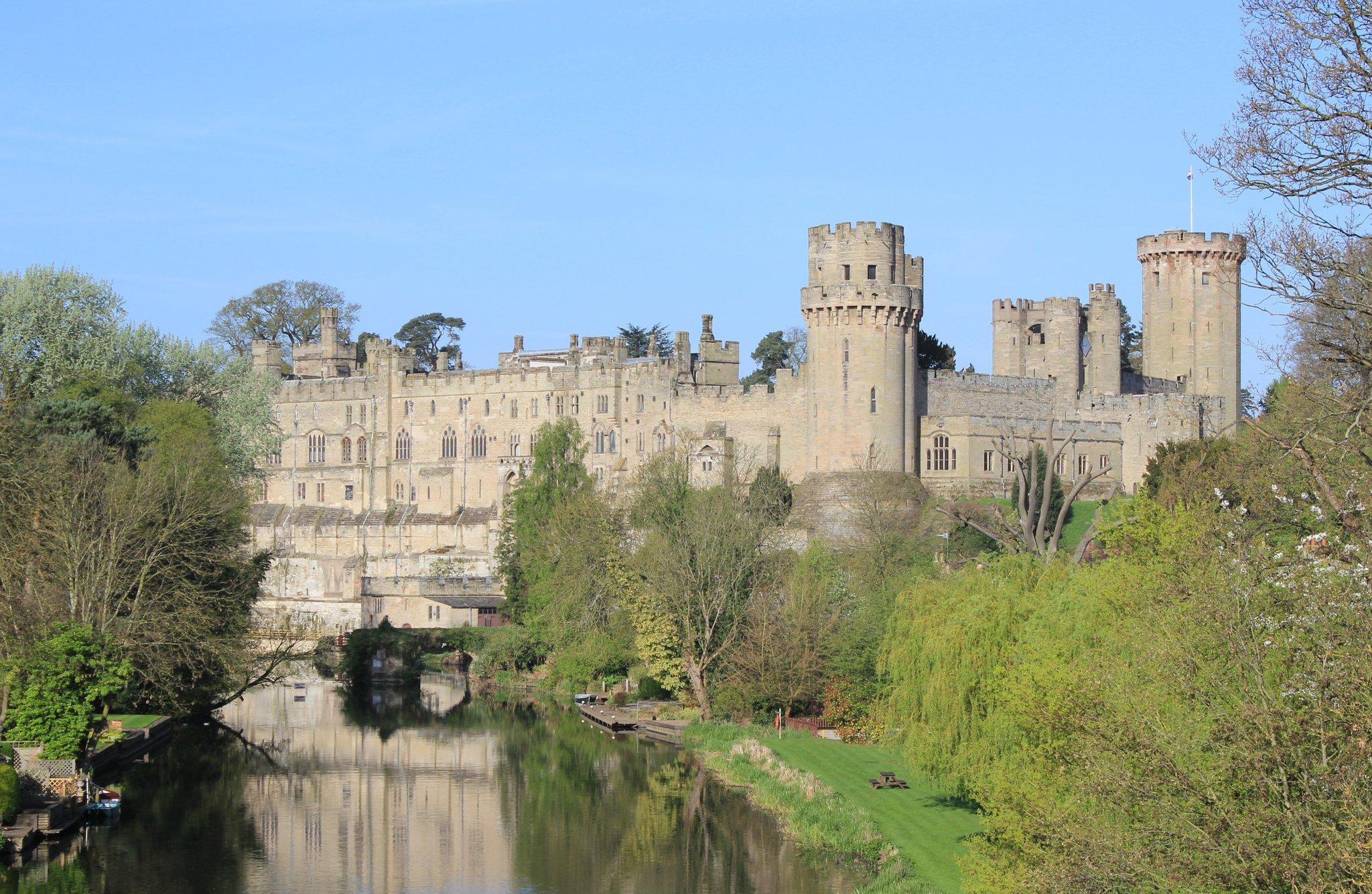
Castell de Warwick, a la vora de l'Avon.

Warwickshire va sorgir com a divisió del regne de Mèrcia, a començaments del segle xi. El primer esment d'aquest comtat data de l'any 1001, on apareix escrit Wæringscīr, el territori de la rodalia de Warwick. En aquella època Warwickshire incloïa quatre hundreds els quals van estar vigents fins al 1832: Barlinchway, Hemlingford, Kinton (o Kineton) i Knightlow.
El primer comte de Warwick va ser concedit per Guillem el Roig a Henry de Beaumont, que llavors era el senescal del castell de Warwick, en recompensa per la seva lleialtat durant la revolta que va haver a la mort de Guillem el Conqueridor el 1088. La bandera del comtat porta l'emblema de la família Beaumont, compost per un os i un tronc: l'os simbolitza el creador de la nissaga, Arthal  i es diu que un altre avantpassat de Henry Beaumnt, dit Morvidus, va matar un gegant copejant-lo amb el tronc d'un arbre. Quan els Beauchamp van quedar sense successors, el títol va passar a John Dudley el 1547, però quan aquest va caure en desgràcia, va passar a Robert Rich el 1618; el darrer canvi de família va ser el 1759 quan va ser traspassat a Francis Greville.
A partir de l'edat mitjana la ciutat de Coventry va començar a destacar sobre les altres gràcies a la indústria tèxtil. Warwickshire va ser un territori clau durant la guerra civil anglesa, especialment per la batalla d'Edgehill. Durant la revolució industrial Warwickshire va despuntar aplicant la mecanització convenient als tallers i fàbriques del voltant de Birmingham i Coventry.
Com la majoria de comtats històrics, Warwickshire té un consell que l'administra i està subdividit en cinc districtes: Warwickshire Nord, Nuneaton amb Bedworth, Rugby, Stratford, i Warwick. Cada districte té les seves pròpies oficines administratives: les de Warwickshire Nord estan a Atherstone, les de Nuneaton amb Bedworth estan a Nuneaton, les de Warwick estan a Leamington Spa, les del districte de Rugby a la ciutat homònima i les del districte de Stratford a la ciutat de Stratford-upon-Avon.
Canvis en les fronteres
- 1844: Va perdre una ciutat i dues parròquies civils.
- 1888: La part de Tamworth que havia crescut dins del comtat de Warwickshire va ser cedida al comtat de Staffordshire.
- 1891.- La vila de Harborne va quedar inclosa dins de municipi de Birmingham i, per tant transferida al comtat de Warwickshire.[13]
- 1891.- El districte de Balsall Heath, que originàriament era el territori més al nord de King's Norton (Worcestershire), va ser traspassat al municipi de Birmingham (Warwickshire), l'1 d'octubre del 1891.
- 1909.- Quinton, va ser formalment eliminat de Worcestershire i incorporat al municipi de Birmingham (Warwickshire) el 9 de novembre del 1909.
- 1911.- El districte urbà de Handsworth, llavors pertanyent a Staffordshire, i el districte rural de Yardley, més gran part del districte urbà de King's Norton i Northfield, llavors pertanyent a Worcestershire, van ser absorbits pel municipi de Birmingham, i així van passar a ser territori de Warwickshire el 9 de novembre del 1911.
- 1928.- El districte urbà de Perry Barr (Staffordshire) va ser transferit a Birmingham (Wawickshire).
- 1931.- Els límits territorials entre Gloucestershire, Warwickshire i Worcestershire es van reajustar canviant de lloc 26 parròquies aplicant el criteri de proximitat. Worcestershire va guanyar les viles de Shipston-on-Stour, Long Marston, i Welford-on-Avon que eren de Gloucestershire.
- 1974.- En aplicació de la llei de governs locals del 1972, Birmingham, Coventry, Solihull i Sutton Coldfield van ser cedides al nou comtat de West Midlands.

## Població

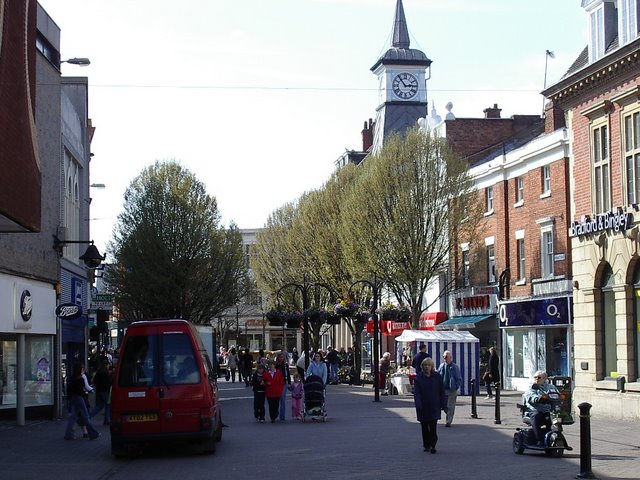
Centre de Nuneaton

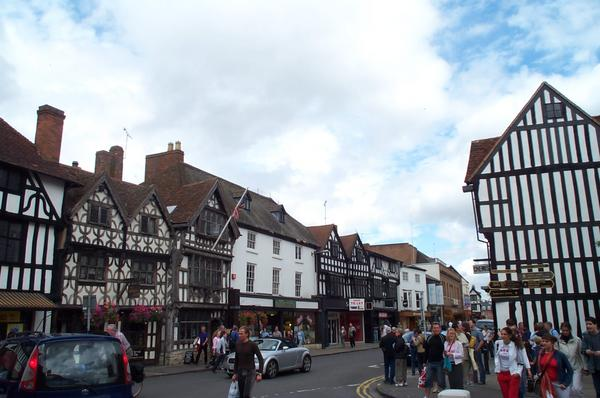
Stratford-upon-Avon

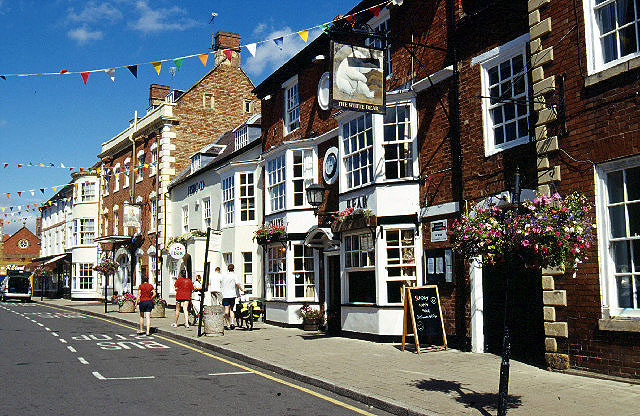
Shipston-on-Stour

La majoria de la població de Warwickshire es concentra al nord i al centre del comtat. Algunes ciutats que havien sorgit com a punts de trobada per fer mercat, van arribar al màxim de la industrialització al segle xix al mateix temps que vivien una explosió demogràfica, per exemple: Atherstone, Bedworth, Nuneaton, i Rugby. El sud és més rural, l'única població amb categoria de town (ciutat), del sud de Warwickshire és Shipston-on-Stour, amb 5.038 habitants.
La següent llista són les poblacions amb més habitants segons el cens del 2011:
- Nuneaton (86.552 hab)
- Rugby (70.628 hab)
- Royal Leamington Spa (55.733 hab)
- Warwick (31.345 hab)
- Bedworth (30.648 hab)
- Stratford-upon-Avon (27.830 hab)
- Kenilworth (22.413 hab)
- Atherstone (10.573 hab)
- Polesworth (9.645 hab)
- Whitnash (8.094 hab)

## Economia
Les principals activitats econòmiques són: la mineria, la producció de teixits, l'enginyeria i la producció de ciment. La indústria pesant que estava focalitzada en la fabricació d'automòbils ha anat en declivi i s'està reemplaçant per centres de distribució de la indústria mitjana i pel sector de serveis.
La següent taula mostra l'evolució del producte interior brut regional, desglossat per sectors, expressat en milions de lliures esterlines. La suma dels valors parcials pot no coincidir amb el valor total degut als arrodoniments.
| any  | valor afegit brut regional | sector primari | sector secundari | sector terciari |
| ---- | -------------------------- | -------------- | ---------------- | --------------- |
| 1995 | 5.063                      | 153            | 1.717            | 3.193           |
| 2000 | 7.150                      | 125            | 2.196            | 4.829           |
| 2003 | 8.142                      | 159            | 2.054            | 5.928           |